# Чернов, Михаил Макарович
Михаи́л Мака́рович Черно́в (12 ноября 1921, дер. Синичино, Псковская губерния — 27 мая 1988, Великие Луки, Псковская область) — помощник командира взвода 303-го стрелкового полка, старший сержант. Герой Советского Союза.

## Биография
Родился 12 ноября 1921 года в деревне Синичино. После окончания семилетки работал в колхозе.
В апреле 1941 года был призван в Красную Армию Великолукским райвоенкоматом. Участник Великой Отечественной войны с июня 1941 года. Воевать начал миномётчиком. Встретил врага на границе, в Северной Буковине. Отступал с боями со своей частью на восток, попал в окружение, был тяжело ранен. Несколько месяцев скрывался на хуторе, поправившись, ушёл на восток. Перешёл линию фронта.
В дальнейшем защищал Сталинград, где командовал отделением бронебойщиков. К началу 1944 года был уже помощником командира взвода, комсоргом стрелковой роты. При форсировании реки Западный Буг был снова ранен. Вернувшись после госпиталя на передовую, был зачислен помощником командира взвода 303-го стрелкового полка 69-й стрелковой дивизии. Особенно отличился старший сержант Чернов при форсировании реки Нарев.
5 сентября 1944 года старший сержант Чернов в составе передовой группы вброд форсировал реку Нарев в районе деревни Стшиже. Быстро преодолев минное поле, первым ворвался в расположение противника и гранатами уничтожил вражеский пулемёт с расчётом. В бою за удержание плацдарма заменил выбывшего из строя командира взвода, организовал отражение контратак противника. Был ранен, но не оставил поля боя.
Указом Президиума Верховного Совета СССР от 24 марта 1945 года за образцовое выполнение боевых заданий командования и проявленные при этом отвагу и геройство старшему сержанту Чернову Михаилу Макаровичу присвоено звание Героя Советского Союза с вручением ордена Ленина и медали «Золотая Звезда».
В 1946 году был демобилизован. Работал в органах госбезопасности. С 1957 по 1982 год работал слесарем на швейной фабрике в города Великие Луки. Скончался 27 мая 1988 года.
Награждён орденами Ленина, Красного Знамени, Отечественной войны 1-й степени, медалями.